# Ostchem Holding
Ostchem Holding AG — холдинговая группа, объединяющая группу химических предприятий, которые производят минеральные удобрения, органические кислоты, диоксид титана, кальцинированную соду, жидкий азот и другие химические продукты. OSTCHEM Holding входит в состав финансово-промышленной группы компаний Group DF Дмитрия Фирташа. Группа владеет компаниями и предприятиями в Восточной и Центральной Европе, и Центральной Азии, включая Украину, Эстонию, Россию, Швейцарию, Италию и Таджикистан.

## Структура
В состав OSTCHEM входят следующие предприятия:
- «Азот» (Черкассы, Украина),
- «Концерн Стирол» (Горловка, Украина),
- «Северодонецкое объединение Азот» (Северодонецк, Украина),
- «Ривнеазот» (Ровно, Украина),
- «Нитроферт» (Кохтла-Ярве, Эстония),
- «Таджик Азот» (Сарбанд, Таджикистан).

## Деятельность
Химические предприятия группы производят и осуществляют международные поставки минеральных удобрений, органических кислот, жидкого азота, технического кислорода и другой продукции. Group DF принадлежит 90 % акций компании OSTCHEM Holding.
Производство минеральных удобрений является одним из ключевых направлений бизнеса группы компаний Дмитрия Фирташа Group DF. Это направление представлено холдинговой компанией OSTCHEM, в которую входят активы группы по производству и реализации минеральных удобрений с совокупным доходом в 2 млрд долл. США, по результатам 2011 года.
В настоящее время, OSTCHEM снабжает 2,5 % мирового потребления известково-аммиачной селитры (ИАС) и 1,4 % мирового потребления карбамид-аммиачной смеси (КАС). Помимо OSTCHEM, Group DF также производит аммофос на предприятии «Крымский Титан», производящем диоксид титана.
Предприятия OSTCHEM включают Таджик Азот, являющийся ведущим производителем удобрений в Средней Азии, и Nitrofert, являющийся единственным производителем аммиака и карбамида в Эстонии. Однако, ключевые производственные мощности OSTCHEM сконцентрированы на Украине.

### Украина
Компания владеет четырьмя украинскими предприятиями производителями азотных удобрений: Концерн Азот (Черкассы), Концерн Стирол (Горловка), Северодонецкий Азот и Ровнеазот (Ровно).
OSTCHEM демонстрирует самые высокие темпы прироста капитальных инвестиций и объемов производства среди всех химических компаний на Украине.

### Поставки газа
Весной 2011 года холдинг Ostchem упрочил своё положение на Украине, получив право на импорт среднеазиатского газа для предприятий химической отрасли. В 2011 году компания закупала газ в Туркменистане, Узбекистане и Казахстане, импортировав за год топлива на 4,8 млрд кубометров. Но уже с 2012 года Ostchem стала покупать газ непосредственно у «Газпрома». Ostchem, потеснив государственную монополию НАК «Нафтогаз Украины», получил особые ценовые условия на поставку газа
По данным источников, в январе «Нафтогаз» был единственным импортером российского газа в страну, в том числе для Ostchem, закупив у «Газпрома» 2,4 млрд кубов. Но с февраля 2013 года ситуация изменилась. «Нафтогаз» закупил в России всего 0,4 млрд кубометров, а Ostchem — 2,4 млрд, превысив свои квартальные потребности..